# Alexandre Song
Alexandre Dimitri Song Billong, ismertebb nevén Alex Song (Douala, Kamerun, 1987. szeptember 9. –) kameruni válogatott labdarúgó, az Arsenal és a Barcelona korábbi játékosa.

## Karrierje

### Bastia
Song a 2003-04-es szezonban érkezett a [[SC Bastia]|Bastia]] ifi csapatába, ahol 34 meccsen lépett pályára. A Bastia csapatában eltöltött évei alatt több klub is megkereste, például a Manchester United vagy az Internazionale. Song az Arsenal 2005-06-os Ausztriai felkészülésén részt vett és Wengert meggyőzte a tudásáról. Az Arsenal 1 éves kölcsönszerződést ajánlott a játékosnak. 2006-ban az Arsenal végleg leigazolta a Kameruni játékost. Song mindössze 1 millió fontba került. 4 évre írt alá az Arsenallal.

### Arsenal
Song 2006. szeptember 19-én debütált az Arsenalban, az Everton elleni bajnoki meccsen. Song pályára léphetett egy BL meccsen is. A szezon vége felé már több lehetőséget kapott, főként Gilberto Silva és Fàbregas pihentetése, vagy sérülése miatt. Az első gólját a Liverpool elleni 6:3-as Ligakupa meccsen szerezte. 2007. január 30-án az Arsenal kölcsönadta őt a szezon végéig. Song jól teljesített, de a szezon végén visszatért az Arsenalhoz.
Song a 2008-ban a kameruni válogatottal részt vett az Afrikai nemzetek kupáján. A szezon végén a Manchester United elleni meccsen kezdőként lépett pályára, ugyanis Sagna és Senderos nem voltak játékképesek.
A 2010-2011-es szezontól nagyszerű párost alkotnak a középpályán Jack Wilshererel. Ettől az évtől kezdve stabil kezdő volt a csapatban a védekező középpályás poszton.
2012-ben a transfermarkt.de oldal szerint 17 millió euró az értéke.

### Barcelona
Song 2012. Augusztus 18-a óta óta a(z) FC Barcelona játékosa. A Barcelona 19 millió eurót fizetett ki érte.

## Statisztika

### Klubcsapatban
Frissítve: 2020. március 21.
| Klub                           | Szezon           | Liga                   | Liga  | Liga | Kupa* | Kupa* | Európa | Európa | Összesen | Összesen |
| Klub                           | Szezon           | Bajnokság              | Mérk. | Gól. | Mérk. | Gól.  | Mérk.  | Gól.   | Mérk.    | Gól.     |
| ------------------------------ | ---------------- | ---------------------- | ----- | ---- | ----- | ----- | ------ | ------ | -------- | -------- |
| Bastia                         | 2004–05          | Ligue 1                | 32    | 0    | 3     | 0     | —      | —      | 35       | 0        |
| Bastia                         | Összesen         | Összesen               | 32    | 0    | 3     | 0     | —      | —      | 35       | 0        |
| Arsenal (kölcsönben)           | 2005–06          | Premier League         | 5     | 0    | 2     | 0     | 2      | 0      | 9        | 0        |
| Arsenal                        | 2006–07          | Premier League         | 2     | 0    | 3     | 1     | 1      | 0      | 6        | 1        |
| Arsenal                        | 2007–08          | Premier League         | 9     | 0    | 3     | 0     | 3      | 0      | 15       | 0        |
| Arsenal                        | 2008–09          | Premier League         | 31    | 1    | 6     | 0     | 11     | 1      | 48       | 2        |
| Arsenal                        | 2009–10          | Premier League         | 26    | 1    | 2     | 0     | 10     | 0      | 38       | 1        |
| Arsenal                        | 2010–11          | Premier League         | 31    | 4    | 6     | 0     | 5      | 1      | 42       | 5        |
| Arsenal                        | 2011–12          | Premier League         | 34    | 1    | 3     | 0     | 9      | 0      | 46       | 1        |
| Arsenal                        | Összesen         | Összesen               | 148   | 7    | 25    | 1     | 42     | 2      | 215      | 10       |
| Charlton Athletic (kölcsönben) | 2006–07          | Premier League         | 12    | 0    | 0     | 0     | —      | —      | 12       | 0        |
| Charlton Athletic (kölcsönben) | Összesen         | Összesen               | 12    | 0    | 0     | 0     | —      | —      | 12       | 0        |
| Barcelona                      | 2012–13          | La Liga                | 20    | 1    | 6     | 0     | 8      | 0      | 34       | 1        |
| Barcelona                      | 2013–14          | La Liga                | 19    | 0    | 8     | 0     | 4      | 0      | 31       | 0        |
| Barcelona                      | Összesen         | Összesen               | 39    | 1    | 14    | 0     | 12     | 0      | 65       | 1        |
| West Ham United (kölcsönben)   | 2014–15          | Premier League         | 28    | 0    | 3     | 0     | 0      | 0      | 31       | 0        |
| West Ham United (kölcsönben)   | 2015–16          | Premier League         | 12    | 0    | 3     | 0     | 0      | 0      | 15       | 0        |
| West Ham United (kölcsönben)   | Összesen         | Összesen               | 40    | 0    | 6     | 0     | 0      | 0      | 46       | 0        |
| Rubin Kazan                    | 2016–17          | Russian Premier League | 16    | 0    | 0     | 0     | 0      | 0      | 16       | 0        |
| Rubin Kazan                    | 2017–18          | Russian Premier League | 6     | 1    | 1     | 0     | 0      | 0      | 7        | 1        |
| Rubin Kazan                    | Összesen         | Összesen               | 22    | 1    | 1     | 0     | 0      | 0      | 23       | 1        |
| Sion                           | 2018–19          | Swiss Super League     | 9     | 0    | 0     | 0     | 0      | 0      | 9        | 0        |
| Sion                           | 2019–20          | Swiss Super League     | 11    | 0    | 0     | 0     | 0      | 0      | 11       | 0        |
| Sion                           | Összesen         | Összesen               | 20    | 0    | 0     | 0     | 0      | 0      | 20       | 0        |
| Karrier összesen               | Karrier összesen | Karrier összesen       | 313   | 9    | 49    | 1     | 54     | 2      | 416      | 12       |

(* Beleértve FA Kupa, Angol Ligakupa, FA Community Shield, Copa del Rey és Supercopa de España)

### Válogatott mérkőzések
| Válogatott | Év       | Mérk. | Gól |
| ---------- | -------- | ----- | --- |
| Kamerun    | 2005     | 1     | 0   |
| Kamerun    | 2008     | 11    | 0   |
| Kamerun    | 2009     | 3     | 0   |
| Kamerun    | 2010     | 9     | 0   |
| Kamerun    | 2011     | 5     | 0   |
| Kamerun    | 2012     | 7     | 0   |
| Kamerun    | 2013     | 6     | 0   |
| Kamerun    | 2014     | 7     | 0   |
| Összesen   | Összesen | 49    | 0   |

## Díjak, Sikerek

### Klub
Barcelona
- Spanyol bajnokság (1): 2012–2013
- Spanyol szuperkupa (1): 2013

### Válogatott
Kamerun
- U17-es Afrikai nemzetek kupája (1): 2003

### Egyéni elismerések
- Afrikai nemzetek kupája (2): 2008, 2010